# Solomon Jones
Solomon Jones (Eustis, Florida, 16 de julio de 1984) es un jugador de baloncesto estadounidense que actualmente es agente libre. Con 2,08 metros de estatura, puede jugar en las posiciones de ala-pívot y pívot.

## Carrera

### Universidad
Solomon fue al Mount Dora High School, desde donde saltó a la Universidad de Florida del Sur. Su primera temporada la pasó en blanco y en su año sophomore firmó 6.6 puntos y 6.2 rebotes. Fue en su tercera temporada cuando demostró unas cualidades que se vieron reflejadas en sus números: 13.2 puntos, 9.2 rebotes y 3.1 tapones, acabando 2º en la clasificación de reboteadores y taponadores de la Big East en un equipo flojo como Florida del Sur (que paradójicamente compite en una gran conferencia como la Big East). Algunos de sus mejores partidos fueron estos: 7 puntos, 17 rebotes, 5 asistencias y 5 tapones frente a Villanova; 12 puntos, 12 rebotes y 6 tapones frente a los Huskies y 23 puntos (9 de 10 en tiros), 9 rebotes, 3 asistencias y 2 tapones frente a Georgetown. 

### Profesional
Jones fue elegido por Atlanta Hawks en el draft de 2006 en el puesto n.º 33. Ha promediado en su año rookie 3.3 puntos y 2.2 rebotes en una temporada en la que únicamente ha contado con minutos cuando los partidos estaban resueltos. Su mejor actuación llegó en el último encuentro de los Hawks, frente a Indiana Pacers, donde firmó 14 puntos, 8 rebotes y 2 tapones. Otro de sus actuaciones más destacadas tuvo lugar el 23 de diciembre frente a Detroit Pistons, donde cuajó su primer y único doble-doble hasta el momento: 10 puntos y 10 rebotes.
El 30 de julio de 2009, fichó por Indiana Pacers como agente libre. El 3 de enero de 2012, fichó por Los Angeles Clippers. Tras ser despedido por los Clippers, Jones firmó un contrato de 10 días con New Orleans Hornets en febrero de 2012. El 27 de febrero de 2012, firmó un segundo contrato de diez días con los Hornets. En septiembre de 2012, firmó con los Phoenix Suns. El 24 de octubre de 2012, fue descartado por los Suns.
En enero de 2013, se unió a los Liaoning Dinosaurs de la liga china. El 12 de abril de 2013, Jones firmó con los New York Knicks reemplazando al lesionado Kurt Thomas. Más tarde fue descartado por los Knicks el 15 de abril de 2013.
En septiembre de 2013, firmó con los Orlando Magic. A principios de enero de 2014, fue descartado por los Magic.
El 10 de febrero de 2014, fue adquirido por los Erie BayHawks de la Liga de desarrollo de la NBA.
El 26 de septiembre de 2014, Jones firmó un contrato con los Chicago Bulls. Sin embargo, fue descartado por los Bulls en octubre de 2014
[actualizar]

## Estadísticas de su carrera en la NBA

### Temporada regular
| Año     | Equipo        | PJ  | PT | MPP  | %TC  | %3P  | %TL  | RPP | APP | ROB | TPP | PPP |
| ------- | ------------- | --- | -- | ---- | ---- | ---- | ---- | --- | --- | --- | --- | --- |
| 2006–07 | Atlanta       | 58  | 8  | 11.5 | .508 | .000 | .787 | 2.3 | .2  | .2  | .7  | 3.3 |
| 2007–08 | Atlanta       | 35  | 0  | 4.1  | .400 | .000 | .550 | 1.2 | .0  | .1  | .1  | 1.0 |
| 2008–09 | Atlanta       | 63  | 0  | 10.7 | .604 | .500 | .716 | 2.3 | .2  | .1  | .5  | 3.0 |
| 2009–10 | Indiana       | 52  | 2  | 13.0 | .443 | .000 | .718 | 2.8 | .6  | .3  | .7  | 4.0 |
| 2010–11 | Indiana       | 39  | 0  | 13.5 | .405 | .000 | .661 | 2.9 | .8  | .3  | .6  | 3.6 |
| 2011–12 | L.A. Clippers | 10  | 0  | 9.6  | .125 | .000 | .800 | 1.7 | .2  | .4  | .5  | .6  |
| 2011–12 | New Orleans   | 11  | 1  | 17.8 | .434 | .000 | .833 | 3.7 | .6  | .4  | .6  | 5.5 |
| 2012–13 | New York      | 2   | 1  | 13.0 | .000 | .000 | .000 | 1.5 | .0  | .0  | .5  | .0  |
| 2013–14 | Orlando       | 11  | 0  | 7.7  | .353 | .000 | .500 | 1.5 | .2  | .2  | .2  | 1.3 |
| Total   | Total         | 281 | 12 | 11.9 | .467 | .111 | .717 | 2.3 | .4  | .2  | .5  | 3.0 |

### Playoffs
| Año   | Equipo  | PJ | PT | MPP | %TC  | %3P  | %TL   | RPP | APP | ROB | TPP | PPP |
| ----- | ------- | -- | -- | --- | ---- | ---- | ----- | --- | --- | --- | --- | --- |
| 2008  | Atlanta | 7  | 0  | 4.1 | .200 | .000 | .000  | 1.1 | .1  | .1  | .4  | .6  |
| 2009  | Atlanta | 9  | 1  | 8.6 | .500 | .000 | 1.000 | 1.8 | .2  | .1  | .0  | 1.6 |
| Total | Total   | 16 | 1  | 6.6 | .364 | .000 | .500  | 1.5 | .2  | .1  | .2  | 1.1 |

## Vida personal
Es hijo de Solomon y Uzeria Jones, y tiene 2 hermanas: Carmella y Nakia.